# Weihnachtsmärkte in Berlin

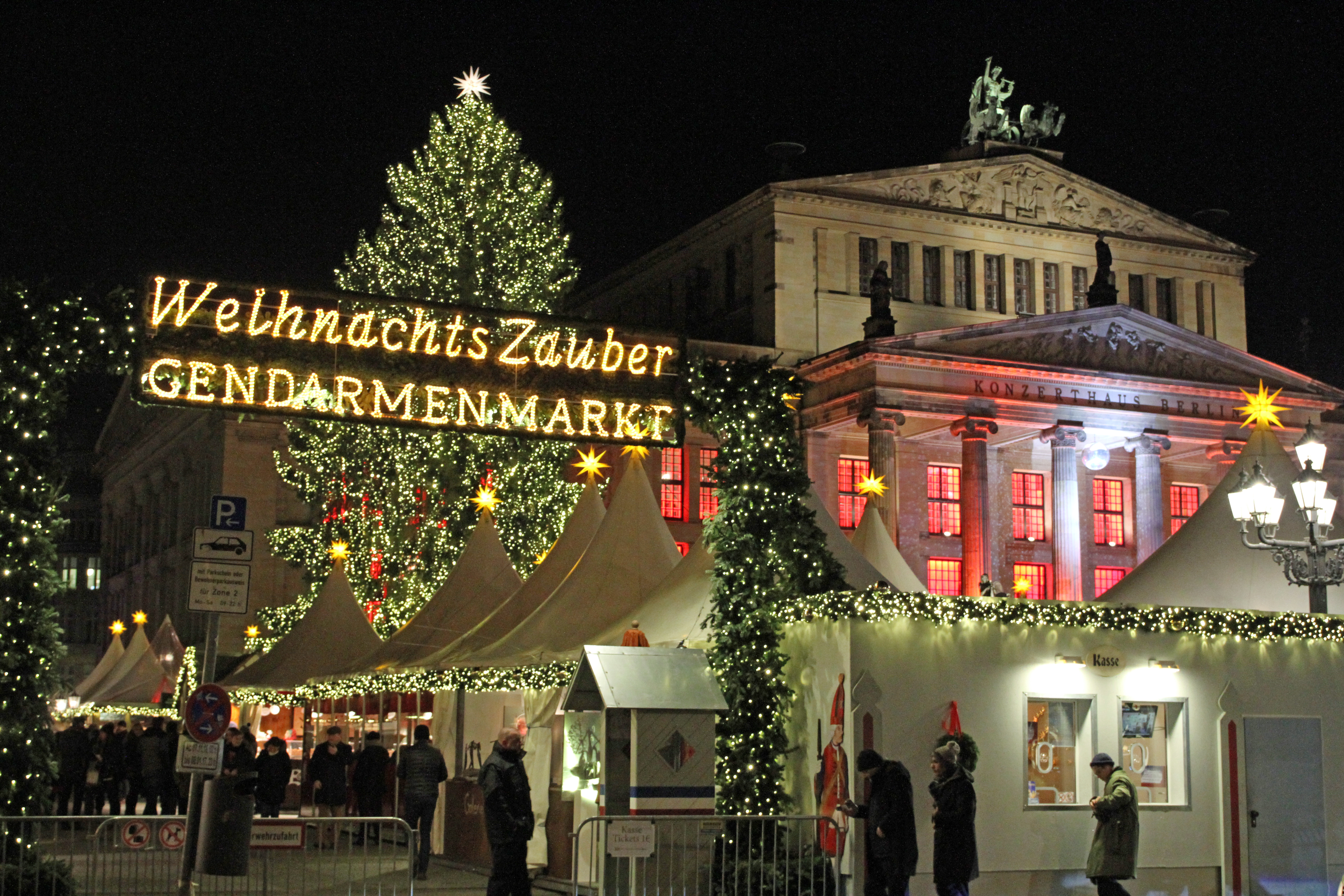
Weihnachtsmarkt am Gendarmenmarkt in Berlin

Die Weihnachtsmärkte in Berlin umfassen Märkte mit Handwerkervorführungen, Verkaufsangeboten und Fahrgeschäften zur Weihnachtszeit, die in allen Bezirken Berlins stattfinden. Die Vorläufer der Märkte lassen sich bis ins Jahr 1530 in Alt-Berlin nachverfolgen.

## Geschichte
Im Köllnischen Stadtbuch finden sich erste Hinweise auf weihnachtsmarktähnliche Verkaufsveranstaltungen um 1530, abgehalten zuerst in den Straßenzügen Petriplatz – Gertraudenstraße – Köllnischer Fischmarkt – Mühlendamm – Molkenmarkt – Poststraße und Heiligegeiststraße. So sei „reellen Krämern der Handel mit Honigkuchen und anderen Syrupteiggebäcken gegen ein Stättegeld von zwei Mariengroschen pro Tag zur Weihnachtszeit auf dem Petriplatz und dem Köllnischen Fischmarkt ausdrücklich gestattet.“

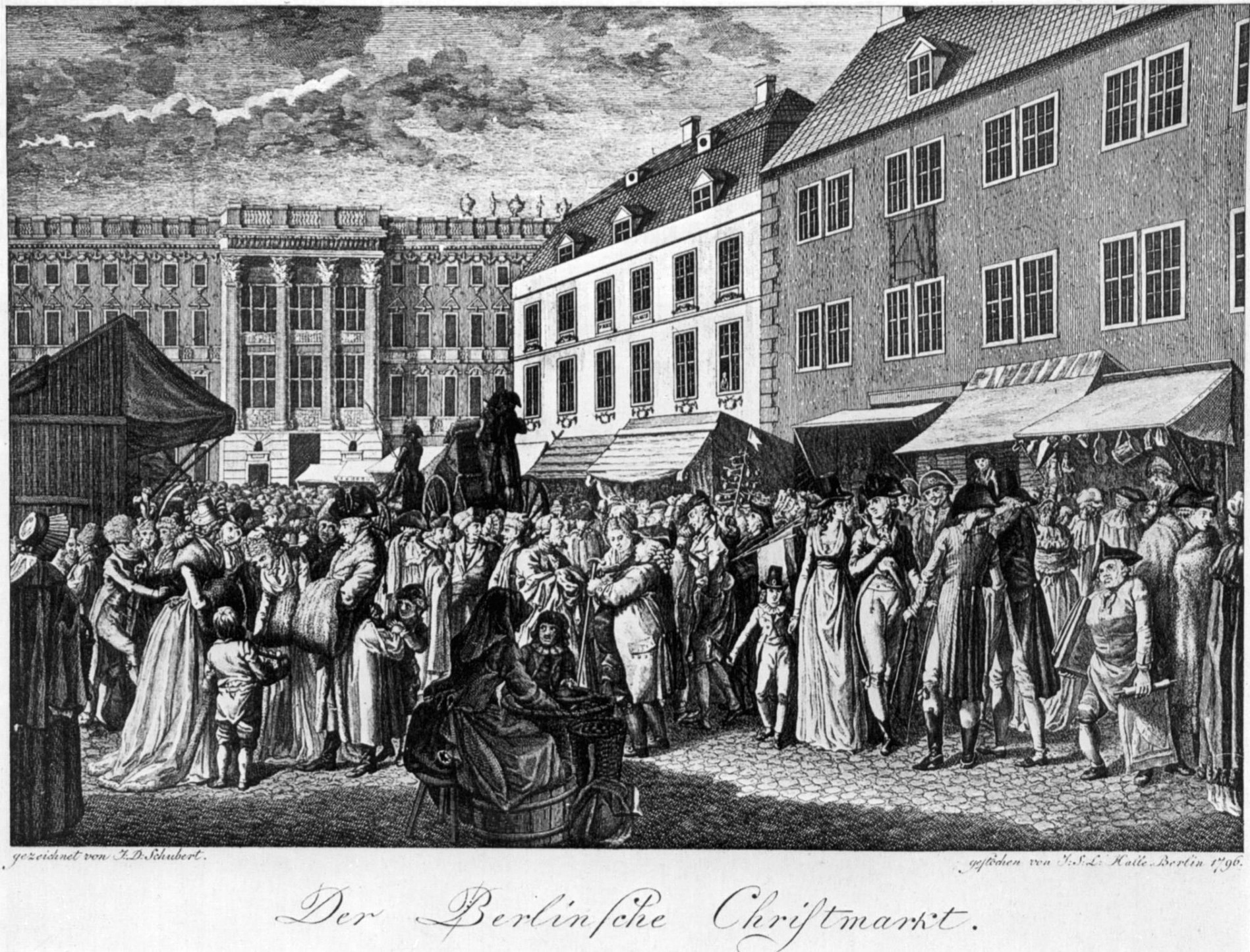
Berlinscher Christmarkt in der Breiten Straße, im Hintergrund das Berliner Schloss (1796)

Ab 1750 verlegte die Stadtverwaltung den Handel in die Breite Straße, der anfangs vom 11. Dezember bis zum 6. Januar des Folgejahres dauerte (Hohes Neujahr). In der Innenstadt blieb der Weihnachtsmarkt – später noch erweitert in Richtung Schlossplatz – bis 1873, nachdem ab 1872 das Ende der Verkaufszeit auf den 27. Dezember vorgezogen worden war. Immer wieder gab es allerdings auch Versuche, die Durchführung des Marktes zu untersagen, weil er den Verkehr in der Innenstadt erheblich beeinträchtigte und die Geschäftsleute in der Breiten Straße ihre Umsätze durch den Weihnachtsmarkt gefährdet sahen; es sei eine „in der That gänzlich veraltete, den Verhältnissen und der Würde der Reichs-Hauptstadt in keiner Weise mehr entsprechende Krämereieinrichtung.“
Im Jahr 1873 wurde der Lustgarten Standort, wegen des Dom-Baus und polizeilicher Bedenken wurde der Markt ab 1891 an der Arkonastraße veranstaltet, unterbrochen durch den Ersten Weltkrieg. 1937 kam der Markt bis kurz vor Ende des Zweiten Weltkriegs in den Lustgarten zurück und hatte in seiner Hochzeit bis zu 2000 Händler.
Im ersten Friedenswinter fand bereits 1945 wieder ein Weihnachtsmarkt am Lustgarten statt, aber inmitten von Ruinen und mit durch Lebensmittelmarken eingeschränktem Kauf von Genussmitteln.
Infolge der Teilung Berlins in zwei Währungsgebiete etablierten sich nach 1948 Weihnachtsmärkte in den West-Sektoren mit Standorten an der Gedächtniskirche, in Spandau und am Rathaus Wedding.

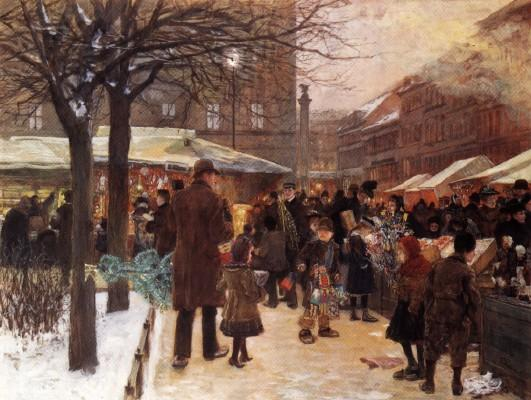
Franz Skarbina: Weihnachtsmarkt in Berlin, 1892, im Lustgarten, mit Stadtschloss, Adlersäule und Häusern an der Schloßfreiheit

Im Ostteil Berlins hielten die Organisatoren bis 1974 im Wesentlichen am alten Standort fest. In den Jahren 1952 und 1953 gab es auf dem Weihnachtsmarkt auf den zum Marx-Engels-Platz zusammengefassten Flächen des Lustgartens, des abgerissenen Berliner Stadtschlosses und des Schloßplatzes eine Liliputbahn (Spurweite 381 mm), die von der Arbeitsgemeinschaft Junge Eisenbahner, einem Vorläufer der Pioniereisenbahn Wuhlheide, betrieben wurde. Um 1960 herum wurden die kleinen Gassen des Weihnachtsmarktes auf dem Marx-Engels-Platz mittels Infrarot-Langfeldstrahlern erwärmt. Ab 1974 diente der gesamte Marx-Engels-Platz als Veranstaltungsort, auch nach Fertigstellung des Palastes der Republik. Zusätzlich wählte der Magistrat einen großen Parkplatz am Alexanderplatz, zwischen 1962 und 1968 eine Fläche neben der Sporthalle in der Karl-Marx-Allee. Außer im Stadtbezirk Mitte gab es bald in jedem der ehemaligen Stadtbezirke, meist um das jeweilige Rathaus herum, kurzzeitige Weihnachtsmärkte.
Im Westteil Berlins wurde bis 1983 ein Weihnachtsmarkt auf dem Messegelände veranstaltet, der die Hälfte der Messehallen belegte. Dieser Weihnachtsmarkt unterm Funkturm fand ausschließlich in den Hallen statt und hatte eher den Charakter einer Weihnachts- und Spielzeugausstellung. Wetterunabhäng waren ein Kindertheater und je eine Halle mit Krippen aus aller Welt und mit Modelleisenbahnen zu sehen. Der Markt fand später nicht mehr hier statt – zugunsten dem Standort an der Gedächtniskirche aufgegeben.

## Weihnachtsmärkte im 21. Jahrhundert

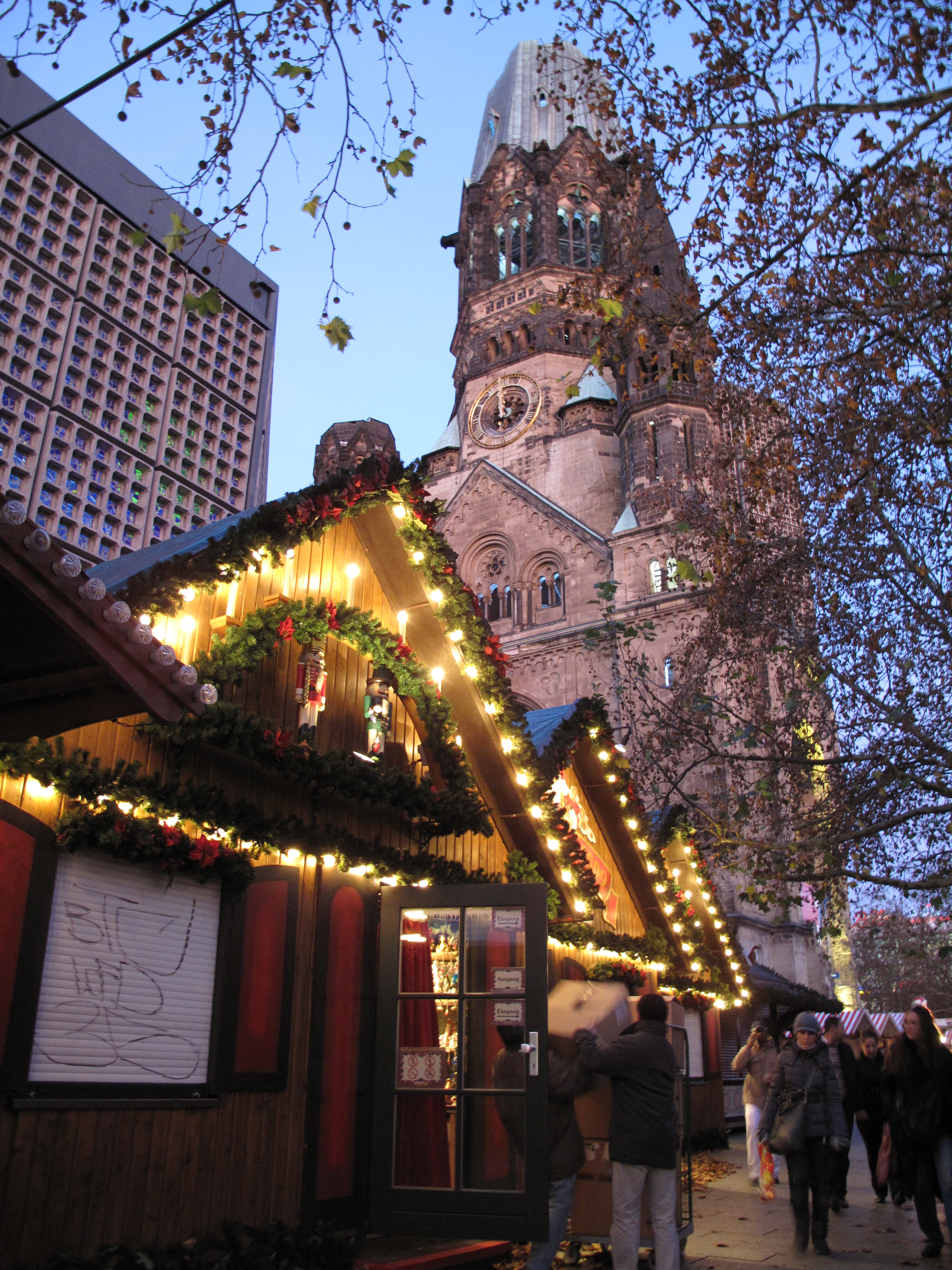
Am Breitscheidplatz

Von den rund 80 Weihnachtsmärkten im Jahr 2019 in den Berliner Bezirken findet sich im Folgenden eine Übersicht ausgewählter Weihnachtsmärkte. Im Jahr 2020 fielen sämtliche Weihnachtsmärkte wegen der Corona-Pandemie aus.

### Charlottenburg-Wilmersdorf
- Seit 1983 Weihnachtsmarkt an der Gedächtniskirche: Kunsthandwerker, Händler, Schausteller. Für das Jahr 2004 wurden 2,3 Millionen Gäste ermittelt.[8] Standort: Breitscheidplatz.[9]

Am Abend des 19. Dezember 2016 wurde auf den Weihnachtsmarkt ein Terroranschlag verübt, bei dem zwölf Menschen starben und viele verletzt wurden.
- Veganer Weihnachtsmarkt auf dem Fehrbelliner Platz an allen Advents-Wochenenden.[10] Mit rein pflanzlichen Spezialitäten, ökologischen Geschenken, Bühne und Infos über Klimaschutz und Tierrechte.[11]

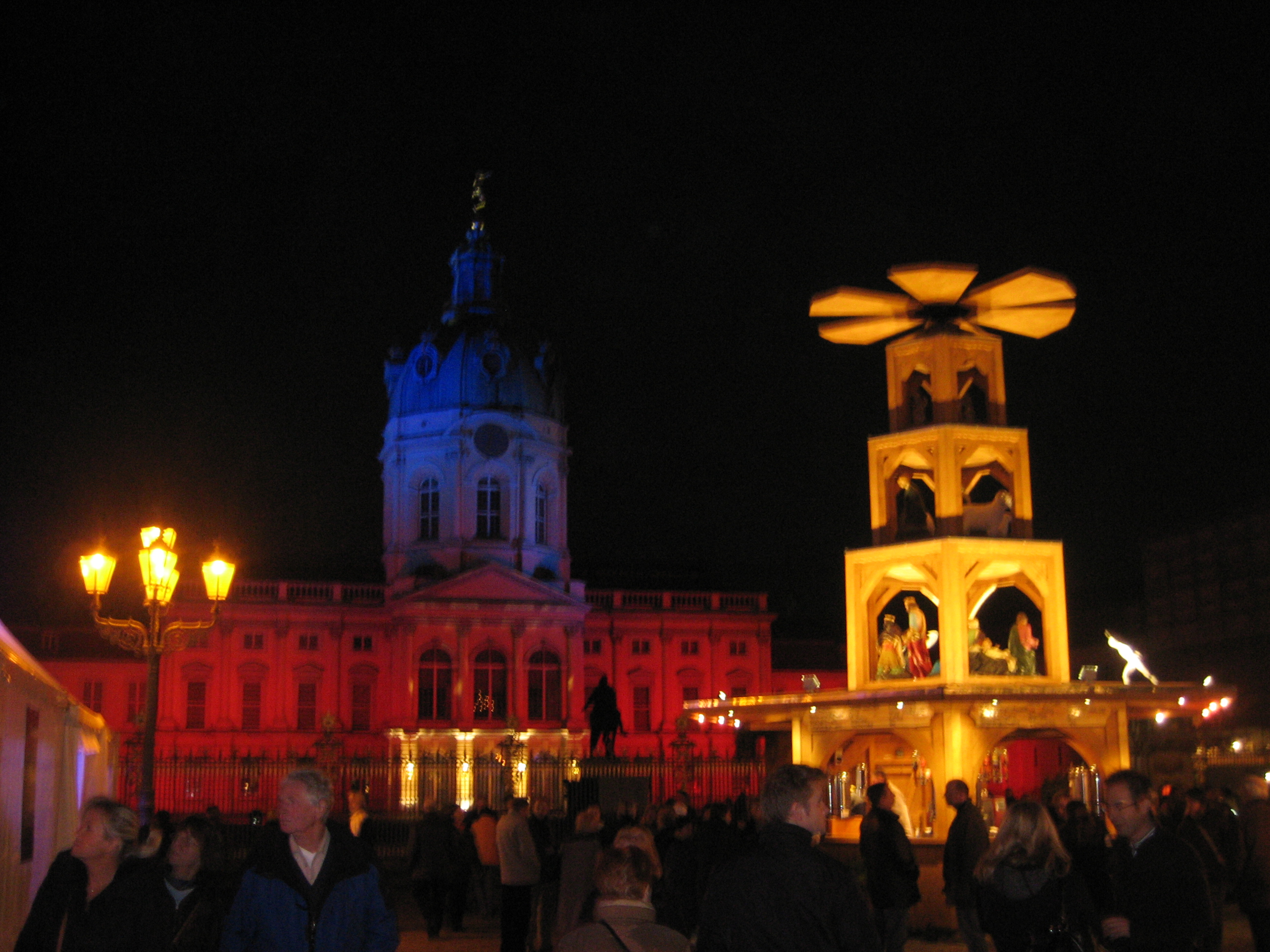
Am Schloss Charlottenburg

- Am Schloss Charlottenburg: Internationale Angebote wie Südtiroler und russische Spezialitäten, zusätzlich im Angebot: Puppenspiel. Standort: Luisenplatz[9]
- Wintertraum Weihnachtsmarkt Wilmersdorfer Straße: Seit 2004 werden in 30 geschmückten Holzhütten Kunsthandwerkserzeugnisse, Getränke, Mandeln und andere Süßigkeiten angeboten.[12]
- Grunewalder Weihnachtsmarkt: Seit 1976 am ersten Adventssonntag um die Grunewaldkirche mit über 60 Ständen.[13]
- Weihnachtsmarkt am St.-Michaels-Heim:  Alljährlich am ersten Adventswochenende von Freitag bis Sonntag, im und um das Palais Mendelssohn in der Villenkolonie Grunewald, dem heutigen St.-Michaels-Heim, mit Ständen, Flohmarkt, Filmvorführungen im Salon und einem Adventsgottesdienst am Sonntag.[14]
- Schwedischer Weihnachtsbasar: Weihnachtsmarkt der Schwedischen Victoriagemeinde in Wilmersdorf, alljährlich an einem Adventswochenende, jeweils Samstag und Sonntag.[15]
- Dänischer Weihnachtsmarkt: Weihnachtsmarkt der Dänischen Gemeinde in der Wilmersdorfer Christianskirche, ebenfalls stattfindend jeweils Samstag und Sonntag an einem ausgewählten Adventswochenende.[16]
- Anglikanischer Weihnachtsmarkt: Weihnachtsmarkt der St. Georges Episcopal Church in Westend.[17]

### Friedrichshain-Kreuzberg
- Weihnachtsmarkt am Platz der Vereinten Nationen: Seit etwa 1995 werden in Holzhütten Glühwein, weihnachtliches Gebäck und geröstete Mandeln sowie Erzeugnisse von Kunsthandwerkern angeboten, Kinderfahrgeschäfte sind aufgebaut. Ein Stück des östlichen Straßenbereichs wird dafür komplett für den Durchgangsverkehr gesperrt.[18] Am 27. November 1995 kam es zu einem Unfall mit dem mobilen Fahrgeschäft Top of the World: Dessen Ringgondel, die mit 100 Besuchern besetzt war, rutschte die letzten Meter ungebremst herunter. Dabei gab es 60 Verletzte.[19]
- KiezWeihnacht an der Samariterkirche in Friedrichshain, seit 2006
- Chanukka-Markt: Jüdisch geprägte Angebote mit Begleitprogramm wie Puppenspiel, Konzerte. Standort: Jüdisches Museum, Glashof, Lindenstraße 9[9]

### Lichtenberg
- Lichtermarkt am Rathaus vor dem Rathaus Lichtenberg, am ersten Adventwochenende, seit 1992; musikalisch umrahmt
- Mittelalter-Weihnachtsmarkt im Ortsteil Karlshorst auf dem Theaterplatz, am zweiten Adventwochenende
- Weihnachtsmarkt in der Naturschutzstation Malchow, am zweiten Adventwochenende
- Wartenberger Sternenmarkt im und um den Wartenberger Hof, in der ersten Dezemberwoche
- Weihnachtsmarkt Winterzauber (Weihnachts-Rummel), an der Landsberger Allee, Ortsteil Lichtenberg, im Jahr 2022 etabliert; Monate November und Dezember[20]

### Marzahn-Hellersdorf
- Alt-Kaulsdorfer Weihnachtsmarkt um den historischen Dorfanger an der Dorfstraße, seit 1996, am zweiten Adventwochenende[21]
- Adventsmarkt Alt-Marzahn um den historischen Dorfkern Alt-Marzahn, am ersten Adventwochenende[22]

### Mitte

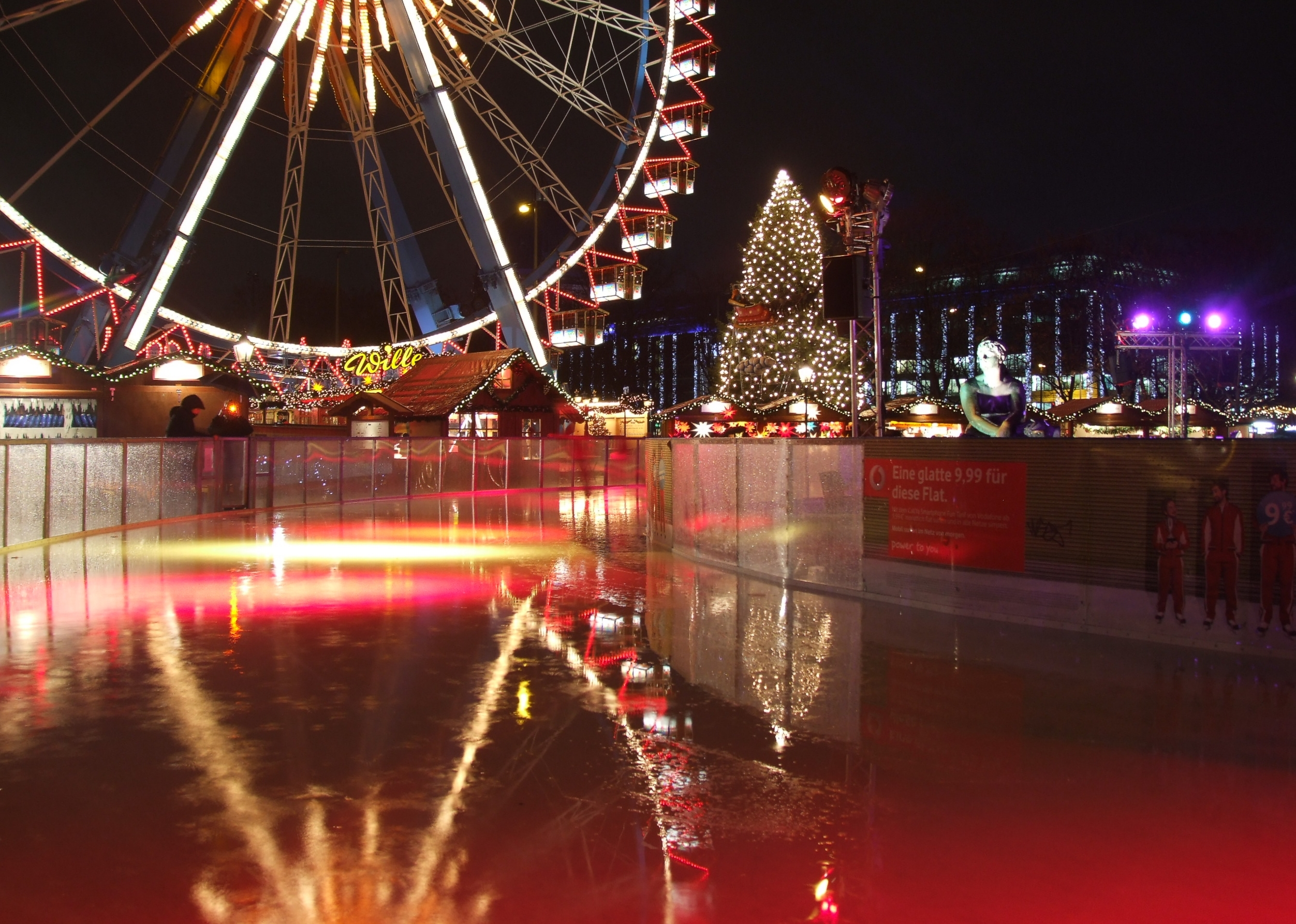
Vor dem Roten Rathaus 2011

- Am Brandenburger Tor gibt es zwar keinen Weihnachtsmarkt, allerdings standen dort seit dem Bau der Berliner Mauer auf West-Berliner Seite jährlich Weihnachtsbäume. Vom Mauerfall im Jahr 1989 bis 2013 kamen diese als Spende von der norwegischen Kommune Frogn. Seit 2014 spenden Privatpersonen aus Berlin und Umgebung den Traditionsbaum.[8]
- Alexanderplatz: Kunsthandwerker, Händler, Schausteller, vor dem Alexa-Center
- Berliner Weihnachtszeit am Roten Rathaus: Rathausstraße, Marienplatz, Neptunbrunnen, seit 2008, unter der Regie von Hans-Dieter Laubinger realisiert. Alt-Berliner Marktgassen werden durch sechs Meter hohe bedruckte Planen und ein Grundgerüst nachgestaltet. Unten befinden sich die Marktstände, die Fenster der ersten Etage sind beleuchtet. Außer den Verkaufshäuschen gibt es kleine historische Kinderkarussells sowie ein Riesenrad an der Spandauer Straße und eine Eisbahn rund um den Neptunbrunnen.[23][24] Dieser Markt wurde 2014 wegen der Baugrube für die U-Bahn-Linie U5 vor dem Rathaus und der Rekonstruktion des Kirchhofs um die Marienkirche etwas verkleinert, auf ein Kettenkarussell wird deshalb ganz verzichtet.[8]
- WeihnachtsZauber auf dem Gendarmenmarkt: Kunsthandwerker, Händler, Schausteller in Form einer kleinen Zeltstadt, zusätzlich Kulturprogramm mit wechselnden Angeboten. Standort: Gendarmenmarkt rund um das Schauspielhaus.[9] Für den Besuch des Marktes ist ab 14 Uhr ein Eintrittsgeld zu zahlen, das teilweise für wohltätige Zwecke gespendet wird.[25]
- Nostalgischer Weihnachtsmarkt: Kunsthandwerker wie Besenbinder, Kerzenzieher, Holzschnitzer u. a. führen vor Interessenten ihre Arbeiten in kleinen Holzhäuschen vor und verkaufen die Produkte. Ein Überraschungsbasar sowie Kleinkunstdarbietungen umrahmen den Markt. Standort war bis etwa 2009 zwischen Staatsoper, ehemaligem Prinzessinnenpalais und dem Boulevard Unter den Linden. Wegen umfangreicher Bauarbeiten musste der Betreiber danach umziehen auf die Freifläche vor der Friedrichswerderschen Kirche, danach auf den Schinkelplatz. Weil auch dort gebaut wird, findet der Nostalgische Weihnachtsmarkt im Dezember 2014 auf einer Fläche des Schloßplatzes vor dem ehemaligen Staatsratsgebäude statt. Die Anzahl der Handwerker- und Händlerstände wurde auf 87 reduziert, dafür werden ein paar historische Karussells aufgestellt.[8]
- Wintermarkt Schloßplatz am Berliner Schloss / Humboldt Forum: Kunsthandwerker und Händler, auch im Schlüterhof[26]
- Umwelt-Weihnachtsmarkt: Kunsthandwerk- und ökologische Produkte werden angeboten. Standort: Sophienstraße, nahe der Hackeschen Höfe[9]
- Winterwelt am Potsdamer Platz und traditioneller Weihnachtsmarkt: Ein künstlicher schneebedeckter Berg und eine Eisbahn laden seit einigen Jahren Besucher zum Rodeln, Tubing, Schlittschuhlaufen; österreichische Gerichte werden geboten; Händlerangebote. Standort: um den Potsdamer Platz[9]
- Im Jahr 2014 gab es erstmals einen Weihnachtsmarkt auf dem Washingtonplatz vor dem Hauptbahnhof. Die Betreiberin stellte ihren Markt unter das Motto Design und Genuss, wozu 30 Händler in einem größeren Zelt ihre Produkte den Besuchern vorstellten. Rings um das Zelt waren in Holzhäuschen weitere Angebote verfügbar. Zusätzlich fanden abendliche Auftritte verschiedener Berliner Chöre statt.[8]

### Neukölln
- Alt-Rixdorfer Weihnachtsmarkt im historischen böhmischen Dorf rund um den Richardplatz[27]
- Nordische Märchenweihnacht auf dem Gutshof Schloss Britz[28]

### Pankow
- Adventsmarkt am Kollwitzplatz im Ortsteil Prenzlauer Berg: Ökoweihnachtsmarkt, mitveranstaltet von der Grünen Liga Berlin
- Lucia-Weihnachtsmarkt: Basis des umfangreichen Kulturangebotes ist das schwedische Lucia-Fest, Standort: Kulturbrauerei im Ortsteil Prenzlauer Berg[9]
- Das Blankenburger Weihnachtsfest ist ein alljährlicher Weihnachtsmarkt im Pankower Ortsteil Blankenburg. Er steht unter dem Motto: Ein Dorf schenkt sich ein Weihnachtsfest.[29]
 Seit dem Jahr 2009 wird das Blankenburger Weihnachtsfest am zweiten Advent auf dem Gelände der evangelischen Kirchengemeinde, Straße Alt-Blankenburg 17, veranstaltet. Das nicht kommerzielle Fest wird ehrenamtlich von den Bürgern sowie mit Unterstützung regionaler Vereine, Einrichtungen und Gewerbetreibender organisiert und steht unter der Schirmherrschaft des Runden Tischs Blankenburg. Angeboten werden vor allem selbstgefertigte Kunstgegenstände und Handwerkserzeugnisse. In der Dorfkirche findet gleichzeitig das alljährliche Adventsliedersingen statt.[29][30] Im Jahr 2014 und 2016 kamen rund 2000 Besucher[31][32] und im Jahr 2015 waren es rund 2500 Besucher.[33]

### Reinickendorf
- Weihnachtsmarkt im Clou: Schmuck, Kunsthandwerk, Weihnachtsgebäck. Standort: Kurt-Schumacher-Platz[9]
- Nordischer Weihnachtsmarkt in Tegel: Seit 1973, Standort: Brunnenplatz (2008 ausgefallen)[34]

### Spandau

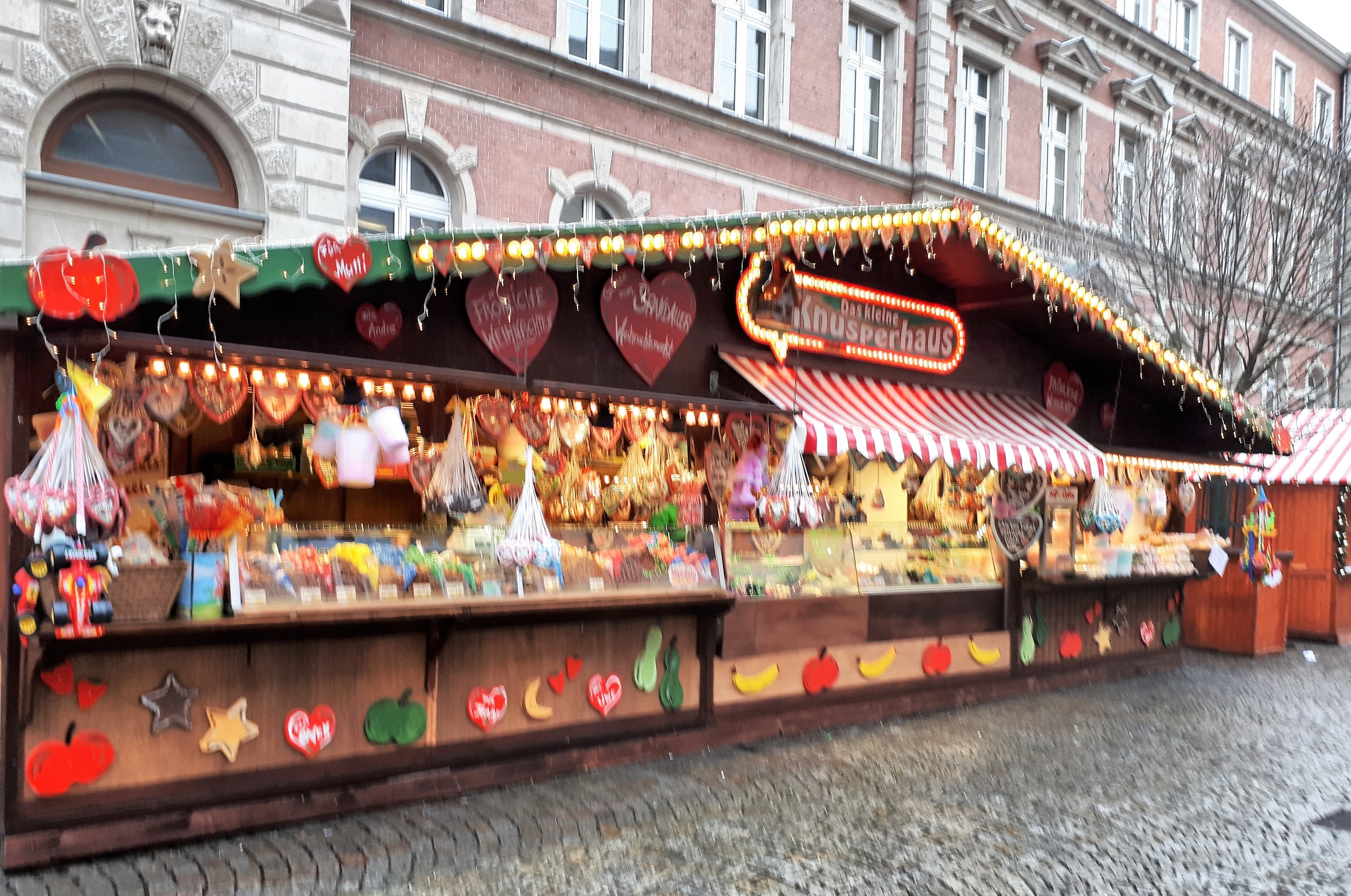
Knusperhaus auf dem Spandauer Weihnachtsmarkt

- Der Weihnachtsmarkt im Bezirk Spandau war mit 1,8 Millionen Besuchern (Stand: 2004) einer der großen Weihnachtsmärkte Deutschlands, nach Angaben der Berliner Stadtwerbung visitberlin.de der größte Berlins.[35] Er fand seit dem 1. Advent 1974 jährlich in der Altstadt Spandau statt. Im Jahr 1977 wurden Teile des Kulturprogramms im Fernsehen übertragen, was zu einer gesteigerten Popularität des Marktes beitrug. Seit 1983 öffnete der Markt seine Buden an allen Adventswochenenden, dabei umfasste er über 400 Stände, die einen großen Teil der Altstadt einnahmen. An Wochentagen gab es rund 200 Stände von Markthändlern, Kunsthandwerkern und Schaustellern in den größeren Straßen der Altstadt. Auf einer Bühne am Marktplatz fand ein Kulturprogramm mit täglichen Aufführungen statt, darunter die Freitagskonzerte und der WinterZauberBerlin. Bemerkenswert waren ferner eine Weihnachtskrippe mit lebenden Tieren vor der Nikolaikirche auf dem Reformationsplatz sowie der Basar der Spandauer Schulen auf dem alten Posthof an der Carl-Schurz-Straße.[36] Als Teil des adventlichen Marktgeschehens fand am Gotischen Haus in der Breite Straße unter dem Slogan „Lebendiges Handwerk im Advent“ eine Verkaufsschau von Kunsthandwerkern aus Berlin und Brandenburg statt. Vor allem Korbflechter, Kerzenzieher, Glasbläser, Porzellanmaler zeigten ihr Handwerk vor Ort.
- Darüber hinaus gab es einen Kinderweihnachtsmarkt Am Juliusturm auf der Zitadelle, der einer weihnachtlich geschmückten Stadt nachempfunden war und eine Reihe von Aktivitäten für Kinder bot.
- Nachdem der Weihnachtsmarkt 2020 wegen der COVID-19-Pandemie ausgefallen war, fand 2021 eine Veranstaltung mit dem Motto „Spandauer Weihnachtsmarkt – Lichterzauber auf der Zitadelle Spandau“ statt, weil auf dem Gelände der Zitadelle eine Eingangskontrolle und die Prüfung der 2G-Regel zur Einhaltung der allgemeinen Veranstaltungsbedingungen leichter zu gewährleisten war.[37]
- 2022 gibt es mehrere Weihnachtsmärkte: in der Altstadt, hauptsächlich auf dem Marktplatz, ferner auf der Zitadelle ein Weihnachtsmarkt mit dem Motto „Lichterzauber“, vor dem Rathaus der „Spandauer Weihnachtstraum“ und auf dem ehemaligen Postgelände an der Klosterstraße „Family Wonderland“ mit „rasantem Fahrspaß und weihnachtlichem Flair“.[38]

### Steglitz-Zehlendorf
- Adventsmarkt auf der Domäne Dahlem[39]
- Märchenhafter Weihnachtsmarkt im Grunewald: Weihnachtsmarkt rund um das Jagdschloss Grunewald, findet 2021 nicht statt.[40]
- Zehlendorfer Weihnachtsmarkt[41]

### Tempelhof-Schöneberg
- Christmas Avenue Berlin: Seit dem Jahr 2019 veranstaltet Berlins LGBTIQ-Community einen Weihnachtsmarkt am Nollendorfplatz, 2024 unter der Schirmherrschaft des Regierenden Bürgermeisters.[42]
- Weihnachtsmarkt Berlin by der Weinlobbyist: Seit 2023 organisiert ein Berliner Sommelier im Innenhof seiner Weinbar Der Weinlobbyist unter dem Motto „Berlins kleinster, aber feinster Weihnachtsmarkt“ einen Weihnachtsmarkt.

### Treptow-Köpenick
- Weihnachtsmarkt auf dem Schlossplatz Köpenick

## In Kunst und Literatur (Auswahl)

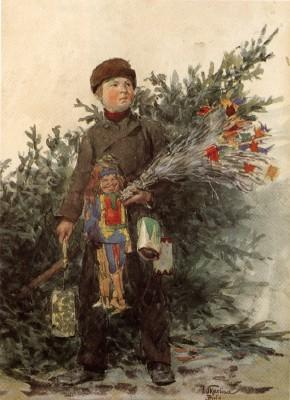
Berliner Junge vom Weihnachtsmarkt
von Franz Skarbina, um 1890

Folgende Künstler zeichneten u. a. Motive des Berliner Weihnachtsmarkts:
- Ludwig Burger, Dreierschäfken, Walddeibel- und Pyramidenverkäufer auf dem Berliner Weihnachtsmarkt, Holzschnitt, um 1865
- Carl Rechlin, Weihnachtsmarkt in Berlin, Zeichnung, 1865
- Theodor Hosemann, Kinder verkaufen Pyramiden, Schäfchen und Waldteufel (Anmerkung: „Waldteufel“ hießen die großen Brummkreisel), Holzstich, 1869
- H. Lüders, Zeichnung Weihnachtsleben in den Straßen Berlins, 1871
- H. Henseler, Berliner Weihnachtsmarkt, Zeichnung, um 1890
- D. Nitschke, Weihnachtsmarkt im Lustgarten vor dem Dom, Zeichnung um 1900
- Hans Baluschek, Weihnachtsmarkt auf dem Arkonaplatz, Zeichnung, 1910
- Heinrich Zille, Weihnachtsmarkt auf dem Arkonaplatz, Kreidezeichnung um 1912
- Paul Adolf Hauptmann, Weihnachtsmarkt vor dem Dom im Lustgarten, Ölbild, um 1930

Der historische Berliner Weihnachtsmarkt fand auch seinen Niederschlag in zahlreichen Gedichten, Reportagen, Erzählungen von Schriftstellern wie:
- Willibald Alexis: Rückblick auf den Weihnachtsmarkt 1835[43]
- Wilhelm Raabe: Weihnachtsabend in der Sperlingsgasse.
- Ludwig Tieck, Novelle: Weihnacht-Abend.
- Gottfried Keller, Gedicht Berliner Weihnachtsmarkt.
- Adolf Glasbrenner, Sketch Weihnachtsmarkt.
- Georg Hermann: Jettchen Gebert macht Weihnachtseinkäufe.
- Fedor von Zobeltitz: Berliner Weihnachten um 1870.